# Федеральное агентство по государственным резервам
Федеральное агентство по государственным резервам (Росрезерв) — федеральный орган исполнительной власти, осуществляющий функции по выработке государственной политики и нормативно-правовому регулированию в сфере управления государственным материальным резервом, а также функции по оказанию государственных услуг и управлению государственным имуществом в сфере управления государственным материальным резервом.
На Росрезерв возложены функции по формированию, хранению и обслуживанию запасов государственного материального резерва, предназначенных для обеспечения мобилизационных нужд Российской Федерации, неотложных работ при ликвидации последствий чрезвычайных ситуаций, оказания государственной поддержки различным отраслям экономики, организациям, субъектам Российской Федерации в целях стабилизации экономики при временных нарушениях снабжения важнейшими видами ресурсов и продовольствия, оказания гуманитарной помощи и оказания регулирующего воздействия на рынок.
В своей деятельности Росрезерв руководствуется Федеральным законом от 29.12.1994 № 79-ФЗ «О государственном материальном резерве», постановлением Правительства РФ от 23.07.2004 № 373 «Вопросы Федерального агентства по государственным резервам» и иными правовыми актами.
С 23 ноября 2016 года Росрезерв находится в непосредственном ведении Правительства Российской Федерации. Ранее был подведомственен Министерству экономического развития РФ.

## Компетенция
Основными функциями Росрезерва в пределах установленных полномочий являются:
- выработка государственной политики и нормативно-правовое регулирование в сфере управления государственным материальным резервом;
- управление системой государственного материального резерва;
- осуществление от имени Российской Федерации полномочий собственника в отношении материальных ценностей государственного резерва;
- формирование, размещение, хранение и обслуживание запасов материальных ценностей государственного материального резерва, организация их ведомственной охраны;
- контроль над наличием материальных ценностей государственного материального резерва, их движением и состоянием;
- своевременное освежение материальных ценностей государственного материального резерва;
- определение условий хранения в государственном материальном резерве материальных ценностей с учётом требований государственных стандартов и технических условий;
- деятельность по обеспечению возврата в установленные сроки материальных ценностей, заимствованных из государственного материального резерва.

## История
История создания государственных запасов в России имеет давние корни. Ещё в XV веке на Руси строили житные приказы для хранения государственного зерна. К XVII веку были созданы специальные денежные и хлебные приказы для сбора хлеба на случай войны. Особенно много внимания уделял этому вопросу Пётр I, который учредил «Провиантский приказ». Эта структура по задачам вполне похожа на современный Росрезерв.
Девизом Росрезерва стала цитата из текста «Наказной памяти о хранении хлебных запасов», написанной в 1629 году царем и великим князем всея Руси Михаилом Федоровичем Романовым оскольскому воеводе Д. М. Яблочкову.
К запасам береженье держать великое
17 октября 1931 года постановлением Совнаркома СССР создан специализированный орган, объединивший в себе основные функции управления государственными резервами, — Комитет резервов при Совете труда и обороны (Комитет резервов). В ведение Комитета резервов были переданы все мобилизационные запасы, находившиеся в разных учреждениях и на предприятиях, а также мобилизационный и государственный хлебные фонды, ранее находившиеся под управлением Народного комиссариата по снабжению.
4 марта 1938 года в соответствии с Постановлением Совета Народных Комиссаров Союза ССР была организована военизированная охрана в системе Министерства материальных резервов Союза ССР.
В 1939 году система госрезервов получила собственный научный центр для разработки технологий длительного хранения товаров и материалов — Центральную научно-исследовательскую лабораторию, на базе которой позднее был создан Научно-исследовательский институт проблем хранения.
Говоря о роли государственного резерва в начале Великой Отечественной войны, маршал Г. К. Жуков отмечал, что запасы государственного резерва создавались для «обеспечения перевода хозяйства на военный лад и питания войск до тех пор, пока хозяйство не заработает целиком на нужды войны», и подчеркивал, что «эти запасы, заложенные накануне войны, хотя и были довольно скромными, помогли народному хозяйству, несмотря на тяжелый 1941 год, быстро взять темп и размах, необходимые для успешного ведения войны».
С конца 1930-х годов по всей стране начали строиться специальные хранилища и переоборудоваться бывшие штольни. Так, крупнейшим хранилищем, с естественным холодом, стал карьер в Сокольих горах (п. Красная Глинка, г. Самара). Штольни были укреплены, в ряд подземных залов проведены трубы, по которым циркулировал охлаждающий «рассол». Холодильные камеры расположены в горных выработках на расстоянии 300—400 метров от поверхности земли. Общая ёмкость для единовременного хранения продуктов составляла 16 400 тонн. В 1990-х годах объект был приватизирован, и утратил своё значение. В настоящее время функционирует только одна холодильная камера (−18 °C) с обновленным оборудованием и несколько камер с естественным холодом (−3 °C).
За 1941—1945 годы из госрезерва было отпущено для нужд армии и экономики около 20 млн тонн хлеба, около 3 млн тонн продовольственных товаров, около 2 млн тонн металлов, угля — 16 млн тонн, нефтепродуктов — 9 млн тонн, лесоматериалов — 6 млн кубометров. Значительная часть продуктов и материалов, поставляемых союзными державами по ленд-лизу, также проходила через базы госрезерва, откуда они распределялись в армию или оборонную промышленность.
Объёмы государственных резервов за годы Великой Отечественной войны не только не уменьшились, но и в результате огромного напряжения сил и жесткой экономии ресурсов возросли по некоторым видам почти в два раза. За счет этих запасов в послевоенный период обеспечивалось восстановление народного хозяйства.
На систему госрезерва была возложена важнейшая задача по обеспечению отмены карточной системы. В конце 1947 года из числа сотрудников Министерства государственных продовольственных резервов были сформированы мобильные бригады, которые выехали в регионы для обеспечения одновременного на всей территории страны выпуска в торговлю накопленных запасов. 1 января 1948 года правительство отменило карточную систему, только с этого дня система госрезерва перешла с режима военного времени к мирной работе.
Начало холодной войны дало старт созданию беспрецедентно больших по объему и номенклатуре резервов, однако эти запасы использовались не только в военных целях. Государственные резервы привлекались для ликвидации последствий землетрясений в Ташкенте (1967 год) и Спитаке (1988 год). В 1986 году тысячи тонн свинца для сооружения саркофага над энергоблоком Чернобыльской атомной электростанции в кратчайшие сроки были отгружены из специальных хранилищ госрезерва. В 1990 году в системе государственного резерва началась работа по созданию особого фонда товаров и материалов, предназначенного для принятия первоочередных мер при ликвидации последствий чрезвычайных ситуаций и оказания гуманитарной помощи.
В начале 1990-х годов произошло разделение единой системы госрезерва СССР. Объекты и материальные ценности, размещенные на территориях союзных республик, были переданы в ведение правительств новых суверенных государств. Указом Президента РСФСР от 25 ноября 1991 года образован Комитет по государственным резервам при Правительстве РСФСР. Комитету, который в 1992 году переименован в Комитет Российской Федерации по государственным резервам, было поручено оперативное управление объектами и запасами государственного и мобилизационного резерва на территории России.
В 1990-е годы система государственных резервов внесла существенный вклад в сохранение социально-политической стабильности, до 50 процентов ежемесячного потребления продуктов в некоторых дотационных регионах обеспечивалось государственным резервом.
23 ноября 1994 года был принят Федеральный закон ФЗ-79 «О государственном материальном резерве», который установил общие принципы формирования и использования государственного материального резерва. Законом было введено новое направление в использовании государственного резерва (помимо обеспечения мобилизационных нужд, работ по ликвидации чрезвычайных ситуаций и оказания поддержки в случае нарушений снабжения продовольствием и сырьём) — оказание регулирующего воздействия на рынок.
25 мая 1999 года указом президента Комитет Российской Федерации по государственным резервам был преобразован в Российское агентство по государственным резервам. В марте 2004 года агентство переименовано в Федеральное агентство по государственным резервам (Росрезерв) и передано в ведение Министерства экономического развития и торговли (с 12 мая 2008 года — Министерство экономического развития).
28 декабря 2010 года приняты изменения в Федеральный закон «О государственном материальном резерве», расширяющие полномочия Росрезерва. Изменения направлены на совершенствование норм, регулирующих работу системы государственного материального резерва, и приведение их в соответствие с новыми экономическими условиями.
23 ноября 2016 года Указом Президента Российской Федерации руководство деятельностью Федерального агентства по государственным резервам передано Правительству Российской Федерации, Росрезерв наделен полномочиями по выработке государственной политики и нормативно-правовому регулированию в сфере управления государственным материальным резервом.

## Критика
3 июня 2020 года заместитель председателя правительства РФ Юрий Борисов на совещании у президента России подверг критике деятельность Росрезерва в период борьбы с коронавирусом в России. Росрезерв показал себя неэффективным ведомством, остро необходимых при пандемии запасов нужной номенклатуры там не оказалось, механизм обновления и запуска в оборот продукции, хранящейся в Росрезерве, не работал.

## Руководители
- 25 мая 1999 года — 17 июля 2001 года — Игорь Ханукович Юсуфов
- 18 июля 2001 года — 10 декабря 2008 года — Александр Андреевич Григорьев
- 29 декабря 2008 года — 9 марта 2009 года — Владислав Иванович Гасумянов (и. о.)
- 10 марта 2009 года — 27 ноября 2009 года — Борис Михайлович Евстратиков
- с 10 декабря 2009 года — Дмитрий Юрьевич Гогин[4].